# Збірна Польщі з баскетболу
Чоловіча збірна Польщі з баскетболу — національна команда Польщі, яка представляє свою країну на чемпіонатах Європи та світу. 28 разів з'являлася на чемпіонатах Європи і всього двічі на чемпіонатах світу, свої медалі завойовувала переважно в 1960-і (дві бронзові нагороди і одна срібна). У 1997 році вибула з вищого дивізіону Європи, але повернулася туди в 2007 році. Збирається під керівництвом Польського баскетбольного союзу.